# Canton d'Albestroff
Le canton d'Albestroff est une ancienne division administrative française qui était située dans le département de la Moselle.

## Géographie
Ce canton était organisé autour d'Albestroff dans l'arrondissement de Château-Salins. Son altitude variait de 200 m (Torcheville) à 330 m (Bénestroff) pour une altitude moyenne de 245 m.

## Histoire
C'est un ancien canton du département de la Meurthe. Il a été annexé dans sa totalité par l'Empire allemand en 1871, conformément au traité de Francfort. Il a été intégré au département de la Moselle en 1918.

## Langue
D'après un recensement de 1962, le canton comptait 60 à 80 % de locuteurs du francique lorrain. Après cette date, les recensements de l'INSEE ont arrêté de poser la question de la langue maternelle au citoyen enquêté.

## Représentation

### Conseillers généraux de 1833 à 2015
| Période | Période      | Identité                                 | Étiquette    | Qualité                                                                            |
| ------- | ------------ | ---------------------------------------- | ------------ | ---------------------------------------------------------------------------------- |
| 1833    | 1852         | Auguste Thiébaut                         |              | Propriétaire, artiste-peintre, suppléant du juge de paix à Dieuze, maire d'Insming |
| 1852    | 1859 (décès) | Victor Aimé, Baron Grandjean d'Alteville |              | Lieutenant d'état-major, ancien aide de camp du Maréchal de Lobau                  |
| 1859    | 1871         | Auguste Thiébaut                         |              | Propriétaire à Insming                                                             |
| 1871    | 1919         | Annexion allemande                       |              |                                                                                    |
| 1919    | 1932 (décès) | Emile Everlé (1864-1932)                 | URL          | Industriel Maire de Insming                                                        |
| 1933    | 1940         | Joseph Brocker                           | URD          | Huissier - Maire d'Albestroff                                                      |
| 1940    | 1944         | Annexion allemande                       |              |                                                                                    |
| 1945    | 1951         | Joseph Brocker                           | DVD          | Huissier - Maire d'Albestroff                                                      |
| 1951    | 1958         | Alphonse Bolzinger                       | DVD          | Notaire, maire d'Albestroff                                                        |
| 1958    | 1970         | Nicolas Hourt                            | MRP          | Instituteur à Bénestroff Suppléant du député Georges Thomas                        |
| 1970    | 1982         | Charles Boyon                            | UDR puis RPR | Maire d'Albestroff                                                                 |
| 1982    | 1988 (décès) | Renaud Muller                            | UDF-PR       | Maire d'Albestroff                                                                 |
| 1988    | 1994         | Jean-Michel Peltre                       | RPR          | Maire d'Albestroff (1983-2001)                                                     |
| 1994    | 2008         | Eugène Thomas                            | DVD          | Cadre de la police nationale à Saint-Avold Exploitant agricole à Francaltroff      |
| 2008    | 2015         | Alain Pattar                             | SE-UDI       | Ouvrier Maire de Insming depuis 2001                                               |

### Conseillers d'arrondissement (de 1833 à 1940)
Le canton d'Albestroff avait deux conseillers d'arrondissement.
| Période                                  | Période               | Identité                                                      | Étiquette                                    | Qualité |
| ---------------------------------------- | --------------------- | ------------------------------------------------------------- | -------------------------------------------- | --- |
| 1833                                     | 1842                  | Jean Michel Corrigeux                                         |                                              | Cultivateur, maire d'Albestroff                                                                             |
| 1833                                     | 1848 (décès)          | Michel Hyacinthe Stanislas d'Euskerken de Boroger (1787-1848) |                                              | Ancien officier de cavalerie, propriétaire à Marimont-lès-Bénestroff                                        |
| 1842                                     | 1848                  | M. Clément                                                    |                                              | Juge de paix à Albestroff                                                                                   |
|                                          |                       |                                                               |                                              | |
| 1919                                     | 1925                  | Henri Gand                                                    | URL                                          | Propriétaire à Freistroff                                                                                   |
| 1919                                     | décembre 1925 (décès) | Alfred Weber                                                  | URL                                          | Négociant en vins, propriétaire à Insming                                                                   |
| 1925                                     | 1933 (démission)      | Victor Antoni                                                 | Parti chrétien-social populaire Conservateur | Cultivateur à Fénétrange, maire d'Albestroff                                                                |
| 7 février 1926                           | 1937                  | Paul Maire                                                    |                                              | Cultivateur à La Waldhouse, Vahl-lès-Bénestroff                                                             |
| 1931                                     | 1940                  | Alfred Boule                                                  | Front lorrain                                | Président de l'Union Paysanne de Lorraine                                                                   |
| 1933                                     | 1940                  | Gaston Hamant                                                 | Front lorrain                                | Propriétaire, conseiller municipal de Rodalbe                                                               |
| 1940                                     |                       |                                                               |                                              | Les conseils d'arrondissement ont été suspendus par la loi du 12 octobre 1940 et n'ont jamais été réactivés |
| Les données manquantes sont à compléter. |                       |                                                               |                                              | |

## Composition
Le canton d'Albestroff groupe 26 communes et compte 6 673 habitants (recensement de 2012 sans doubles comptes).
| Communes                | Population (2012) | Code postal | Code Insee |
| ----------------------- | ----------------- | ----------- | ---------- |
| Albestroff              | 640               | 57670       | 57011      |
| Bénestroff              | 545               | 57670       | 57060      |
| Bermering               | 244               | 57340       | 57065      |
| Francaltroff            | 742               | 57670       | 57232      |
| Givrycourt              | 98                | 57670       | 57248      |
| Guinzeling              | 71                | 57670       | 57278      |
| Honskirch               | 224               | 57670       | 57335      |
| Insming                 | 620               | 57670       | 57346      |
| Insviller               | 202               | 57670       | 57347      |
| Léning                  | 306               | 57670       | 57394      |
| Lhor                    | 135               | 57670       | 57410      |
| Lostroff                | 69                | 57670       | 57417      |
| Loudrefing              | 318               | 57670       | 57418      |
| Marimont-lès-Bénestroff | 44                | 57670       | 57446      |
| Molring                 | 8                 | 57670       | 57470      |
| Montdidier              | 68                | 57670       | 57478      |
| Munster                 | 230               | 57670       | 57494      |
| Nébing                  | 371               | 57670       | 57496      |
| Neufvillage             | 38                | 57670       | 57501      |
| Réning                  | 116               | 57670       | 57573      |
| Rodalbe                 | 220               | 57340       | 57587      |
| Torcheville             | 131               | 57670       | 57675      |
| Vahl-lès-Bénestroff     | 135               | 57670       | 57685      |
| Vibersviller            | 465               | 57670       | 57711      |
| Virming                 | 282               | 57340       | 57723      |
| Vittersbourg            | 351               | 57670       | 57725      |

## Démographie
| 1962  | 1968  | 1975  | 1982  | 1990  | 1999  | 2011  | 2012  |
| ----- | ----- | ----- | ----- | ----- | ----- | ----- | ----- |
| 6 403 | 6 652 | 6 327 | 6 349 | 6 349 | 6 234 | 6 610 | 6 673 |